# Публий Сулпиций Квириний
Публий Сулпиций Квириний (на латински: Publius Sulpicius Quirinius; * 45 пр.н.е., Ланувиум; † 21 г.) е римски сенатор и управител на Сирия.

## Биография
Роден е в Ланувиум, южно от Лаго ди Неми, близо до Рим. Произлиза от фамилия на конници от патрицианския род Сулпиции и е издигнат от император Октавиан Август за сенатор.
През 15 пр.н.е. Квириний става проконсул (управител) на провинция Крета и Кирена. В Киренайка се бие успешно с гарамантите, берберски либийски племена до Сахара. След това се връща като герой в Рим и през 12 пр.н.е. е избран за консул. Август го изпраща след това като управител на провинция Галация, където се бие успешно през 5 – 3 пр.н.е. против хомонадензерите в Киликия. За това получава триумф.
През 1 пр.н.е. Квириний е ректор на Гай Цезар, внук на Август. През 3 г. става управител на Сирия и командва четири легиона (legio III Gallica, legio VI Ferrata, legio X Fretensis, legio XII Fulminata). Август присъединява през 6 г. Юдея към провинция Сирия. Там Квириний има задължението през 6 г. да организира данъчната система на новата префектура с префект Копоний. Затова е необходимо да се преброи населението. Преброяването на населението през 7 г. от Квириний е прието с голяма съпротива от населението, като предходната година избухва бунтът на Юда Галилеански, насочен срещу това римско начинание.
Квириний е женен първо за Клавдия Апия от патрициански род. През 3 г. вече остарелият Квириний се жени за втори път за Емилия Лепида, дъщеря на Лепид Младши и сестра на Маний Емилий Лепид (консул 11 г.) и внучка на триумвир Марк Емилий Лепид. През 20 г. тя забременява, но вече 75-годишният Квириний я обвинява в изневяра и се развежда с нея. Тя е заточена през 22 г. заради обвинение, че е отровила Квириний.
Квириний няма деца. Той умира една година след развода му от Емилия Лепида. По заповед на император Тиберий Квириний получава държавно погребение.